# ۲۸ سال بعد: معبد استخوان
۲۸ سال بعد: معبد استخوان (انگلیسی: Years Later: The Bone Temple) فیلم ترسناک پسا-آخرالزمانی به کارگردانی نیا داکوستا و نویسندگی الکس گارلند است. این فیلم بلافاصله پس از فیلم قبلی، یعنی ۲۸ سال بعد (۲۰۲۵) فیلم‌برداری شده و در مجموع چهارمین قسمت از مجموعه‌فیلم ۲۸ روز بعد به‌شمار می‌رود. در این فیلم، آلفی ویلیامز، آرون تیلور-جانسون، جک اوکانل، ریف فاینز و کیلین مورفی ایفای نقش می‌کنند. ۲۸ سال بعد: معبد استخوان قرار است در ۱۶ ژانویه ۲۰۲۶ توسط سونی پیکچرز ریلیسینگ اکران شود.

## بازیگران
- آلفی ویلیامز در نقش اسپایک، پسر جیمی که در سرزمین اصلی در جست‌وجوی شخصی خود است
- آرون تیلور-جانسون در نقش جیمی، مردی بیوه که به دنبال پسرش می‌گردد
- جو اوکانل در نقش سر جیمی کریستال، رهبر یک فرقه[۲]
- اما لیرد در نقش جیمیما، یکی از اعضای فرقهٔ جیمی
- مائورا برد در نقش جیمی جونز، یکی از اعضای فرقهٔ جیمی
- ارین کلیمن در نقش جیمی اینک، یکی از اعضای فرقهٔ جیمی
- ریف فاینز دکتر ایان کلسون، یکی از بازماندگان شیوع
- چی لوئیس-پری در نقش «سامسون»، رهبر قدرتمند فیزیکی گروه آلوده شده
- کیلین مورفی در نقش جیم، پیک دوچرخه‌سوار سابق و بازمانده از شیوع اولیه. مورفی در این فیلم نقش خود را از فیلم ۲۸ روز بعد تکرار می‌کند.[۳]

## تولید

### توسعه
در آوریل ۲۰۲۴ گزارش شد که دنباله‌ای برای فیلم ۲۸ سال بعد (۲۰۲۵) در حال توسعه است. نیا داکوستا در حال مذاکره برای کارگردانی این پروژه بود تا جایگزین دنی بویل شود و الکس گارلند نیز برای نگارش فیلم‌نامه بازمی‌گشت. در ژوئن ۲۰۲۴ و از طریق ثبت حقوقی، عنوان احتمالی فیلم به صورت ۲۸ سال بعد قسمت ۲: معبد استخوان اعلام شد. در دسامبر ۲۰۲۴، آرون تیلور-جانسون حضور دوباره‌اش در فیلم را تأیید کرد و گفت: «ما قسمت اول و دوم را پشت سر هم فیلم‌برداری کردیم.»
این فیلم توسط کلمبیا پیکچرز تهیه‌کنندگی شده است.

### فیلم‌برداری
تصویربرداری اصلی در ۱۹ اوت ۲۰۲۴ آغاز شد. در سپتامبر ۲۰۲۴، کیلین مورفی در حال فیلم‌برداری در انردیل، کامبریا، انگلستان مشاهده شد و گزارش‌ها حاکی از آن بود که این گروه به فیلم ۲۸ سال بعد: معبد استخوان تعلق دارد.

## انتشار
۲۸ سال بعد: معبد استخوان قرار است در ۱۶ ژانویه ۲۰۲۶ توسط سونی پیکچرز ریلیسینگ در ایالات متحده اکران شود.